# Clair Lake (Informatiker)
Clair D. Lake (* 4. Mai 1888; † 27. November 1958) war ein Computer-Ingenieur bei IBM und Mitentwickler des Mark I Computers.
Lake war ab 1923 bei der Computing Tabulating and Recording Company (CTR), dem Vorläufer von IBM. Anfang der 1920er Jahre entwickelte er im Labor in Endicott die Typ 1 Tabelliermaschine von IBM, die der Prototyp weiterer Entwicklungen bei IBM war. Außerdem war er an der Entwicklung anderer Lochkarten-Geräte (auch der Lochkarte mit 80 Spalten) wesentlich beteiligt. 1925 bis 1930 war er Senior Engineer und leitete die Produktion in Endicott. Er war ab 1939 leitender Ingenieur im Mark I Computer-Projekt (Automatic Sequence Controlled Calculator, ASCC), in dem er mit Howard Aiken aus Harvard zusammenarbeitete.
Er wurde in die National Inventors Hall of Fame aufgenommen.